# Mercenaria
Mercenaria è un genere di molluschi bivalvi della famiglia Veneridae.

## Specie
- Mercenaria campechiensis (Gmelin, 1791)
- Mercenaria mercenaria (Linnaeus, 1758)